# 네덜란드 서인도 회사
네덜란드 서인도 회사(네덜란드어: Geoctroyeerde West-Indische Compagnie, 약칭 WIC)는 1621년 세워져 1792년 해체된 네덜란드의 특허 회사이다. 네덜란드 정부는 WIC에 아메리카와 아프리카 내 식민 사업에서의 입법·행정권, 동 지역 내 노예 무역 독점권을 부여하였다. WIC는 남아메리카에서는 스페인·포르투갈의 식민지였던 퀴라소, 브라질 사탕수수 지대 등을 공격해서 획득하였고, 북아메리카에서는 뉴네덜란드를 설립하였다. 그러나 내부로는 자금 부족과 독점 무역품의 부재로 경제적 위기를 겪었으며, 외부로는 영국의 공격이 겹치면서 뉴네덜란드를 상실하는 피해를 입었다. 1674년 처음 해체된 후 여러 차례 재설립과 재해체를 겪었다.